# Schlösslein-Kolonie

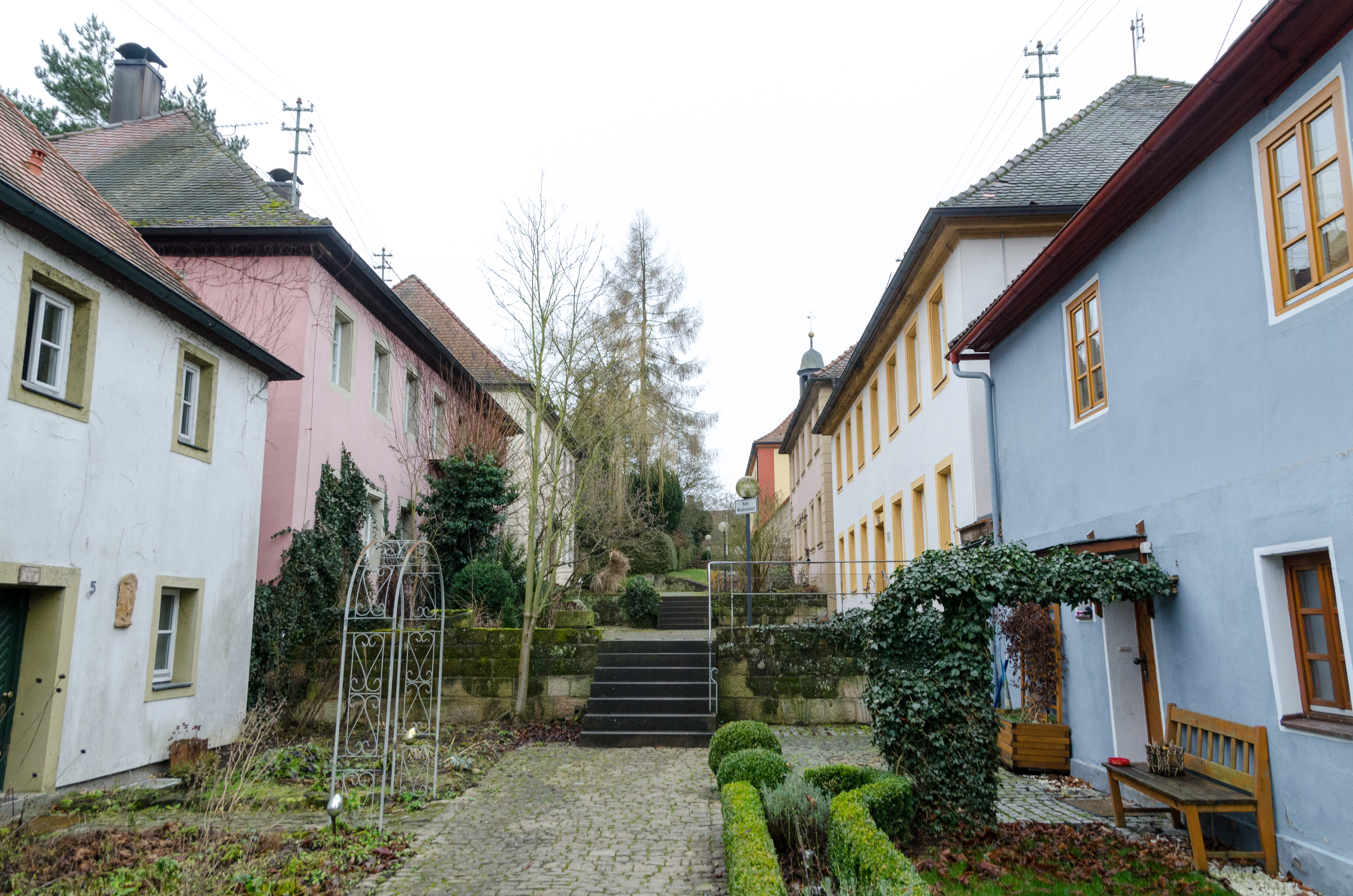
Die Schlösslein-Kolonie in Rehweiler

Die sogenannte Schlösslein-Kolonie im unterfränkischen Rehweiler im Steigerwald wurde als pietistische Gemeinschaftssiedlung gegründet. Die Kolonie wurde im Jahr 1734 von Graf Ludwig Friedrich zu Castell-Remlingen errichtet. Alle Gebäude stehen heute unter Ensembleschutz.

## Geschichte

### Anfänge (bis 1735)

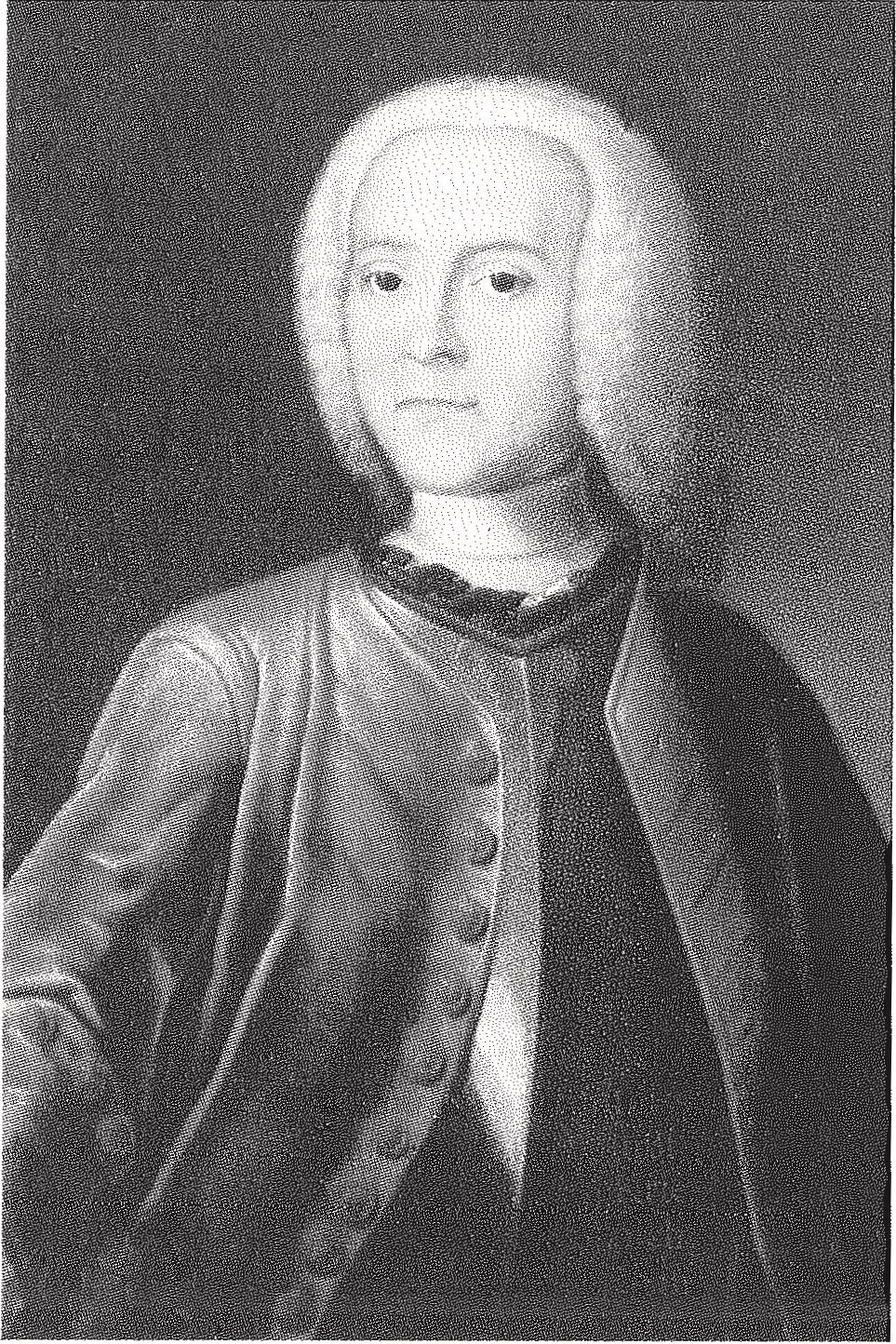
Der Gründer der Kolonie: Ludwig Friedrich zu Castell

Die Vorgeschichte der Siedlung beginnt bereits im Jahr 1720. In diesem Jahr nahm sich der ältere Nikolaus Ludwig von Zinzendorf seines jüngeren Vetters Ludwig Friedrich zu Castell-Remlingen erzieherisch an, als er im unterfränkischen Castell weilte. Während des Studiums des Grafen kam es zu einer weiteren Annäherung der beiden, sodass Ludwig Friedrich im Oktober 1730 erstmals in Herrnhut weilte, das von Zinzendorf als pietistische Brüdergemeine gegründet worden war.
Am 12. Juli 1732 wurde Ludwig Friedrich in Würzburg mit der Grafschaft Castell belehnt. Er musste sich die Herrschaft allerdings mit seinen älteren Brüdern Karl Friedrich Gottlieb, Wolfgang Georg II. und August Franz Friedrich teilen. Anschließend, 1734, weilte der Graf erneut in Herrnhut und festigte hier seine Überzeugung eine Dependance der Brüdergemeine in Franken zu gründen. Am 1. September 1734 erwarb Ludwig Friedrich von Johann Georg Wolfgang Hertel für 14.500 Gulden das Gut Rehweiler im Steigerwald als Allodialgut.
Der Graf arbeitete in dieser Phase der Planung eng mit Zinzendorf zusammen. Zunächst mussten die entsprechenden Gebäude errichtet werden, um die pietistischen Neusiedler aufzunehmen. Dafür erbaute man die Schlössleinkolonie, die zunächst aus sechs Häusern bestand. 1735 wurde in einem der Häuser eine Schule untergebracht. Im gleichen Jahr wurde auch der Bau einer Saalkirche in Angriff genommen, sie wurde allerdings erst nach dem Tod von Ludwig Friedrich im Jahr 1774 vollendet.
Ein weiteres wichtiges Gebäude wurde spätestens im Jahr 1736 errichtet. Es handelte sich um ein Waisenhaus für Jungen und Mädchen, das bis zu 40 Kinder aufnehmen konnte. Zeitgleich begannen auch verschiedene Prediger in Rehweiler die Leute vom Pietismus zu überzeugen. Darunter waren August Gottlieb Spangenberg und Johann Adam Steinmetz, auch der Graf selbst predigte in Rehweiler. Die bekannten Geistlichen zogen ein großes Publikum in den Steigerwaldort, die Besucher kamen aus Castell, Rüdenhausen und insbesondere aus Prichsenstadt und Eichfeld.

### Höhepunkt und Niedergang (bis um 1745)

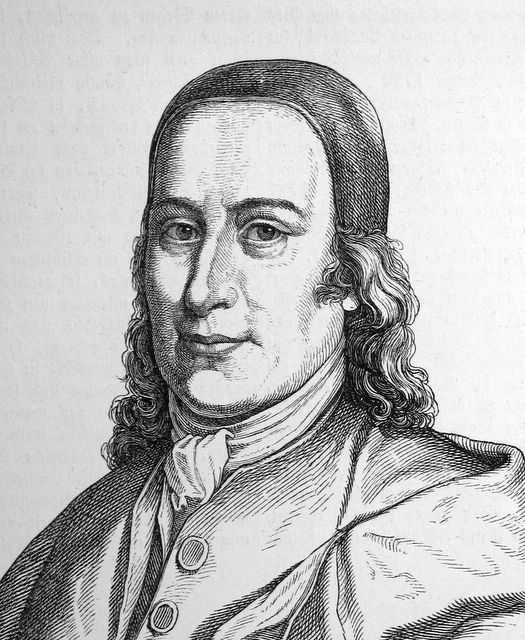
Der Förderer der Siedlung: Nikolaus Ludwig zu Zinzendorf

Graf Ludwig Friedrich wollte allerdings einen festen Prediger für sein Gut gewinnen. Zunächst war Johann Georg Waiblinger aus der pietistischen Hochburg Ebersdorf angedacht, Zinzendorf schlug dem Grafen allerdings Magister Schmidlin aus Tübingen vor. Erster Hofprediger wurde dann allerdings erst 1738 Johann Pöschel aus Ebersdorf. Zuvor, am 15. Dezember 1735, besuchte Nikolaus Ludwig von Zinzendorf die Kolonie und sorgte dadurch für einen Anstieg der Neubewohner in Rehweiler.
Graf Lutz, wie ihn seine Untertanen nannten, zweifelte inzwischen an der Weiterführung der Idee einer Brüderunität im Steigerwald. Zinzendorf überzeugte ihn jedoch bei einem Besuch in Neustadt an der Aisch, das begonnene Werk zu vollenden. Er sicherte dem Grafen auch eine Privatkollekte für Rehweiler zu, die vor allem in Holland ein großer Erfolg wurde. Im Jahr 1736 erreichte dann der Zuzug von Erweckten aus der Umgebung seinen Höhepunkt.
Der nächste Schritt war die Ansiedlung von mährischen Brüdern aus der Urgemeinde Herrnhut. Dafür ließ Ludwig Friedrich bereits das Gebiet für die Errichtung von Gebäuden vermessen. Im Jahr 1736 kam es allerdings zum offenen Bruch zwischen dem Grafen und Zinzendorf. Ludwig Friedrich hatte nämlich die Pietisten in Wernigerode besucht, die sich gegen Zinzendorf ausgesprochen hatten. Graf Lutz suchte in den folgenden Monaten die Aussprache, scheiterte jedoch an Zinzendorf.
Nach dem Ende der Protektion durch den Pietisten begann der Niedergang der Siedlung. Zuvor versuchte Graf Ludwig Friedrich jedoch eine Druckerei zu errichten, um Flugblätter und Predigtschriften über den Pietismus zu veröffentlichen, scheiterte mit diesem Projekt allerdings. Zusätzlich belasteten die knappen Kassen des Grafen die Siedlung, die außerdem noch durch viele Fortzüge immer mehr verwaiste. Ebenso drängte Johann Friedrich zu Castell-Rüdenhausen, zu dessen Herrschaftsgebiet Rehweiler eigentlich gehörte, den entfernten Verwandten den Pietismus aufzugeben.
Auch der Graf verlor mehr und mehr das Interesse an seiner Kolonie. Er distanzierte sich schleichend von den Ideen des Pietismus und wandte sich der Aufklärung zu. Ebenso begann er mit alchemistischen Experimenten. Als Ludwig Friedrich im Jahr 1770 Senior des Hauses Castell wurde, verließ er das Steigerwalddorf, um nach Castell zu ziehen. Damit war das endgültige Ende der Siedlung eingeleitet. Heute werden die erhaltenen Gebäude vom Landesamt für Denkmalpflege als Ensemble unter der Nummer D-6-75-127-55 eingeordnet.

## Beschreibung
Die Schlösslein-Kolonie der Herrnhuter in Rehweiler besteht aus sechs symmetrisch angeordneten Walmdachbauten des 18. Jahrhunderts, darunter die ehemalige Schule und das ehemalige Waisenhaus. Die Gebäude sind nach Größe und Bedeutung gestaffelt und wurden am Hang errichtet. Die oberen Häuser besitzen geohrte Rahmungen. Das Haus Nr. 8 ist mit der Jahreszahl 1737 bezeichnet.